# Backyard Babies (album)
Backyard Babies è il sesto studio album della rock band svedese Backyard Babies. È stato registrato agli inizi del 2008 in 90 giorni intensissimi ed è stato prodotto dal produttore svedese Jacob Hellner, che ha lavorato anche con altre numerose band quali Rammstein e Apocalyptica. I singoli estratti finora da questo album sono stati tre: Fuck Off and Die, Degenerated and Nomadic, dai quali sono stati estratti altrettanti video.

## Tracce
1. Fuck Off And Die
2. Degenerated
3. Come Undone
4. Drool
5. Abandon
6. Voodoo Love Bow
7. Idiots
8. The Ship
9. Nomadic
10. Back On The Juice
11. Where Were You?
12. Zoe Is A Weirdo
13. Saved By The Bell